# Brooklyn Park (Maryland)
Brooklyn Park is een plaats (census-designated place) in de Amerikaanse staat Maryland, en valt bestuurlijk gezien onder Anne Arundel County.

## Demografie
Bij de volkstelling in 2000 werd het aantal inwoners vastgesteld op 10.938.

## Geografie
Volgens het United States Census Bureau beslaat de plaats een oppervlakte van
7,7 km², geheel bestaande uit land.

## Plaatsen in de nabije omgeving
De onderstaande figuur toont nabijgelegen plaatsen in een straal van 8 km rond Brooklyn Park.